# امهرست کاو
امهرست کاو (به انگلیسی: Amherst Cove) منطقهٔ مسکونی در استان نیوفاندلند و لابرادور است که در کانادا واقع شده‌است.
منبع

## خصوصیات
فلان شهر ۲۷۹ نفر جمعیت دارد.